# Nissan 300C
La Nissan 300C è un'autovettura del tipo berlina a quattro porte di lusso prodotta dalla casa automobilistica giapponese Nissan Motor dal 1984 al 1987.

## Descrizione

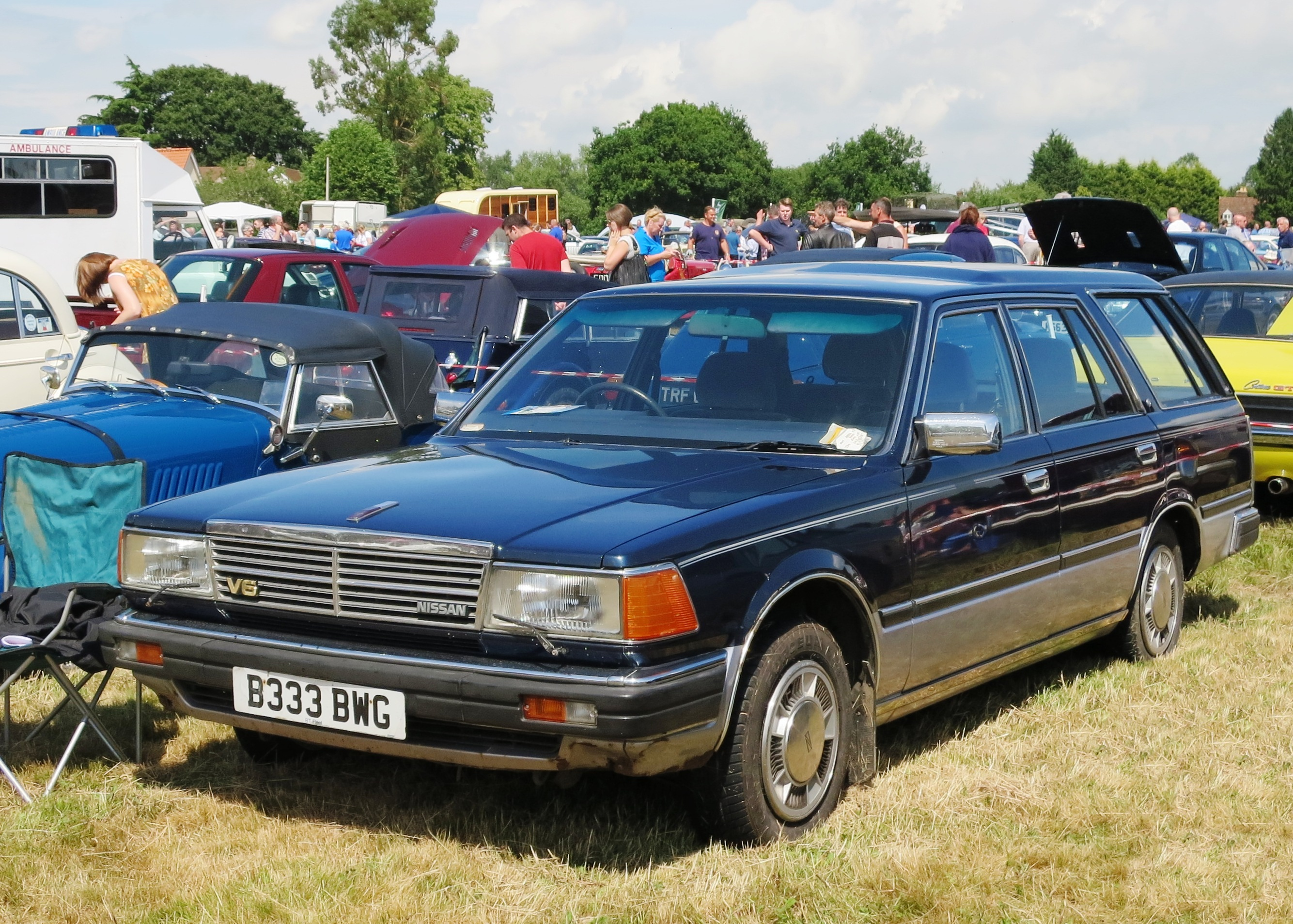
Nissan 300C station wagon

Arrivata sul mercato europeo contemporaneamente al modello station wagon, la vettura doveva andare a fare concorrenza a berline come Mercedes Classe E o BMW Serie 5. L'auto era dotata di rivestimenti in moquette, sedili anteriori regolabili, volante regolabile, servosterzo, aria condizionata, vetri oscurati, e un motore 3.0 litri V6. La berlina presentava sospensioni anteriori indipendenti. Dotata di cambio automatico con overdrive, il motore V6 da 3,0 litri spingeva la vettura a una velocità massima di 120 mph (193 km/h), con uno scatto nello 0-60 mph (97 km/h) coperto in circa 8,4 secondi. Il motore della serie VG è stato il primo V6 prodotto in serie da Nissan.
Le differenze principali della versione station wagon con la berlina erano il cambio manuale a cinque marce e l'assenza di aria condizionata (almeno per il mercato del Regno Unito). Inoltre aveva ruote in acciaio e freni a tamburo posteriori invece dei dischi della berlina.
La vettura venne venduta anche in Australia, dove però rimase penalizza insieme ad altre per via della legge aporovata nell'agosto 1986 che penalizzava le vetture di lusso di grossa taglia con una tassazione incrementale del 10%.